# Wiener Alpen

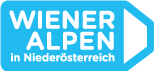
Das Logo der Tourismusregion Wiener Alpen in Niederösterreich.

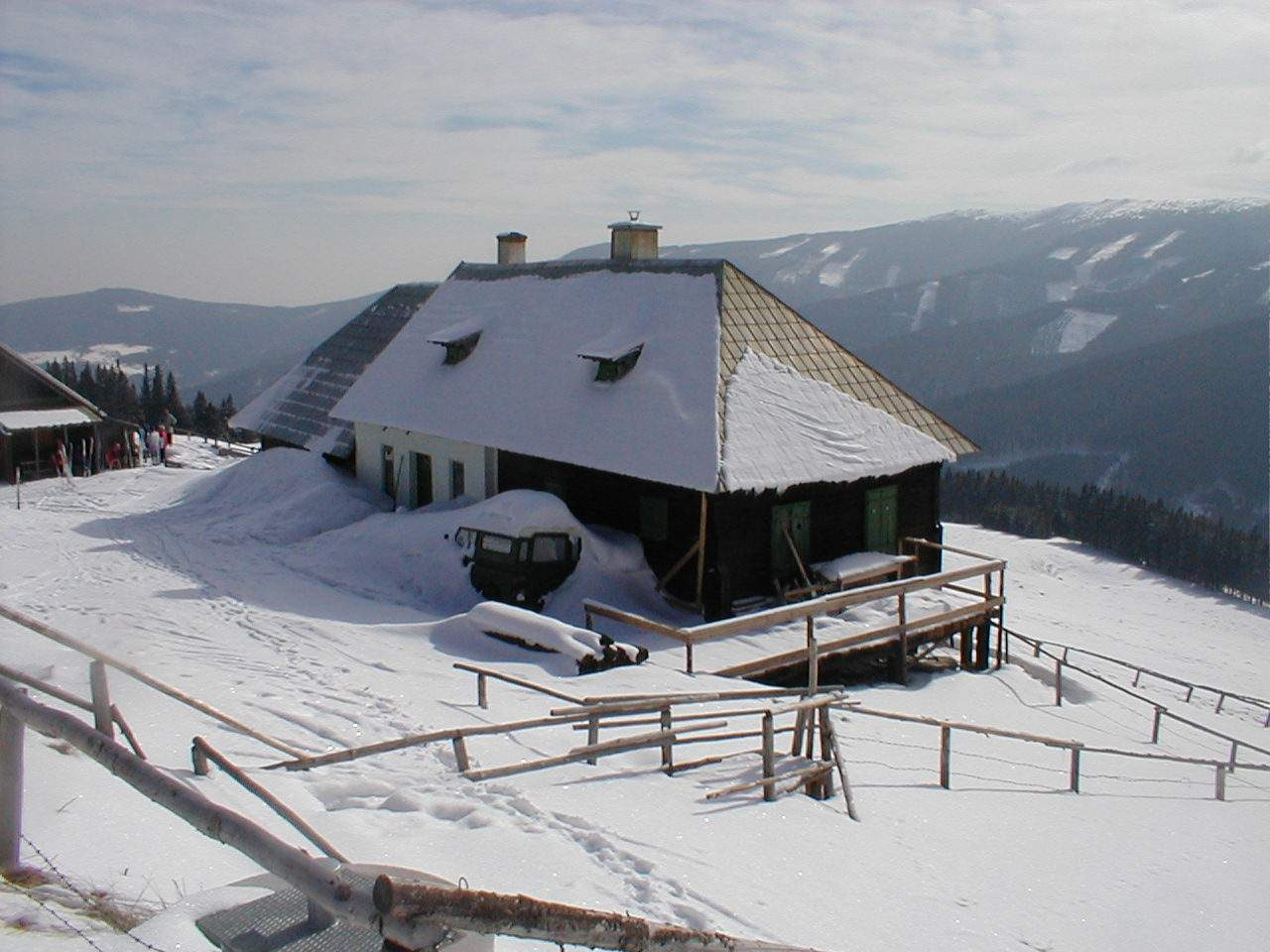
Die Feistritzer Schwaig am Wechsel.

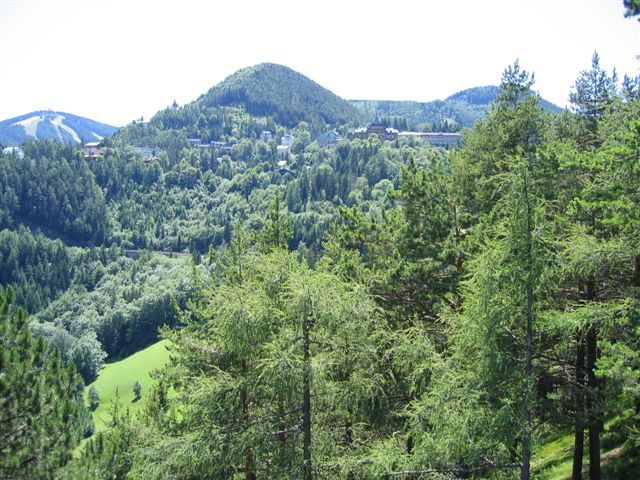
Blick auf den Semmering.

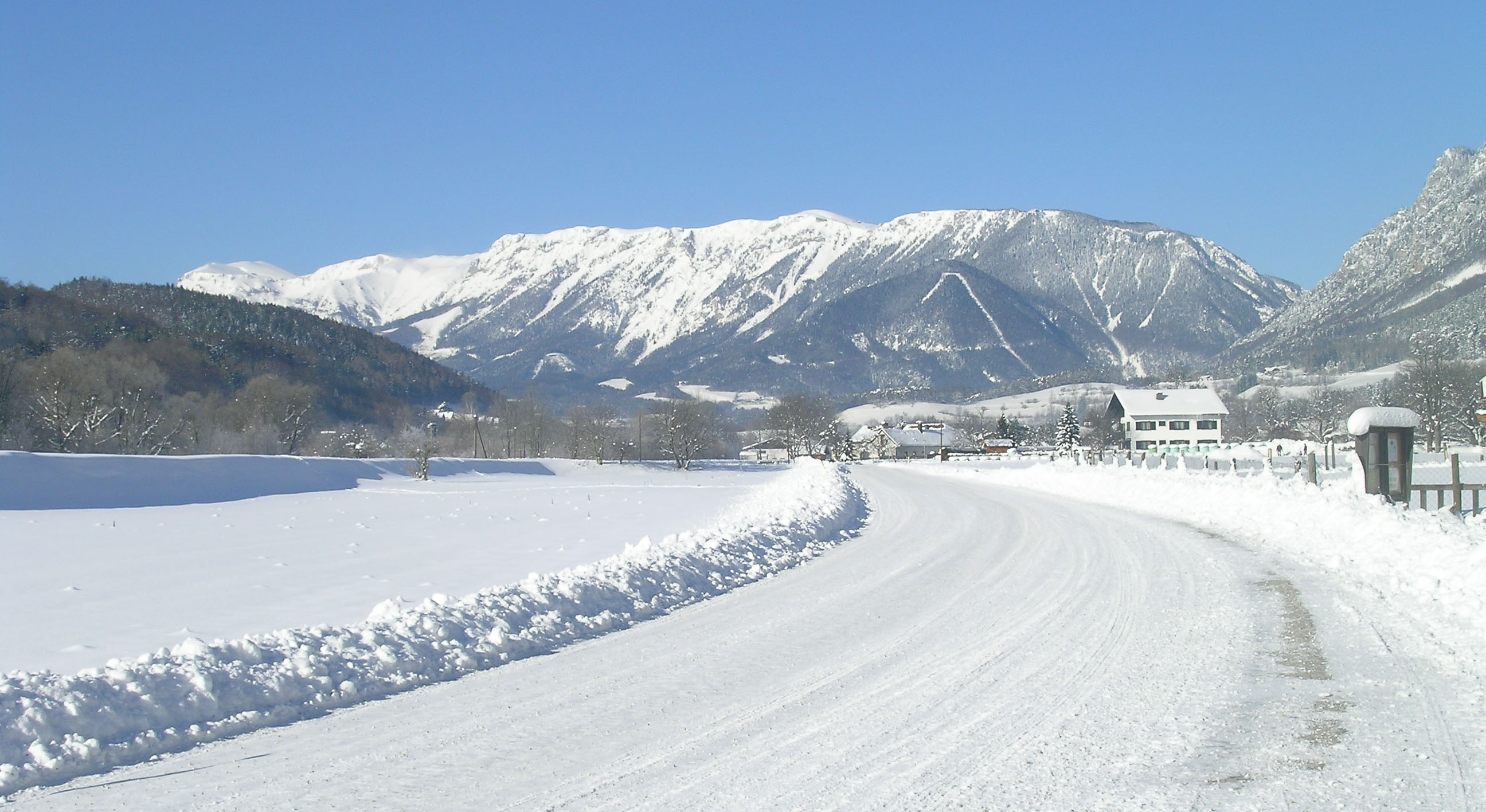
Die Rax von Osten aus gesehen.

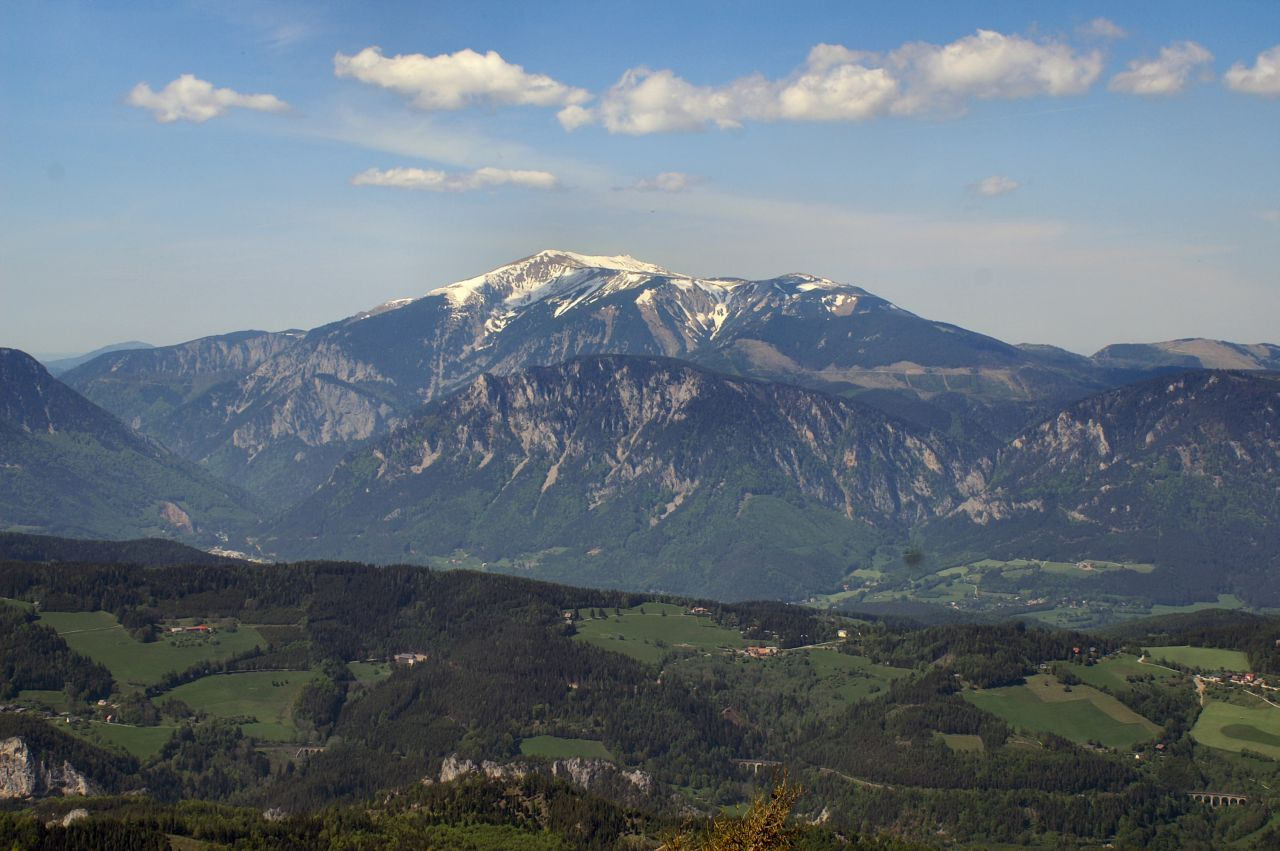
Blick vom Sonnwendstein (Süden) auf den Schneeberg.

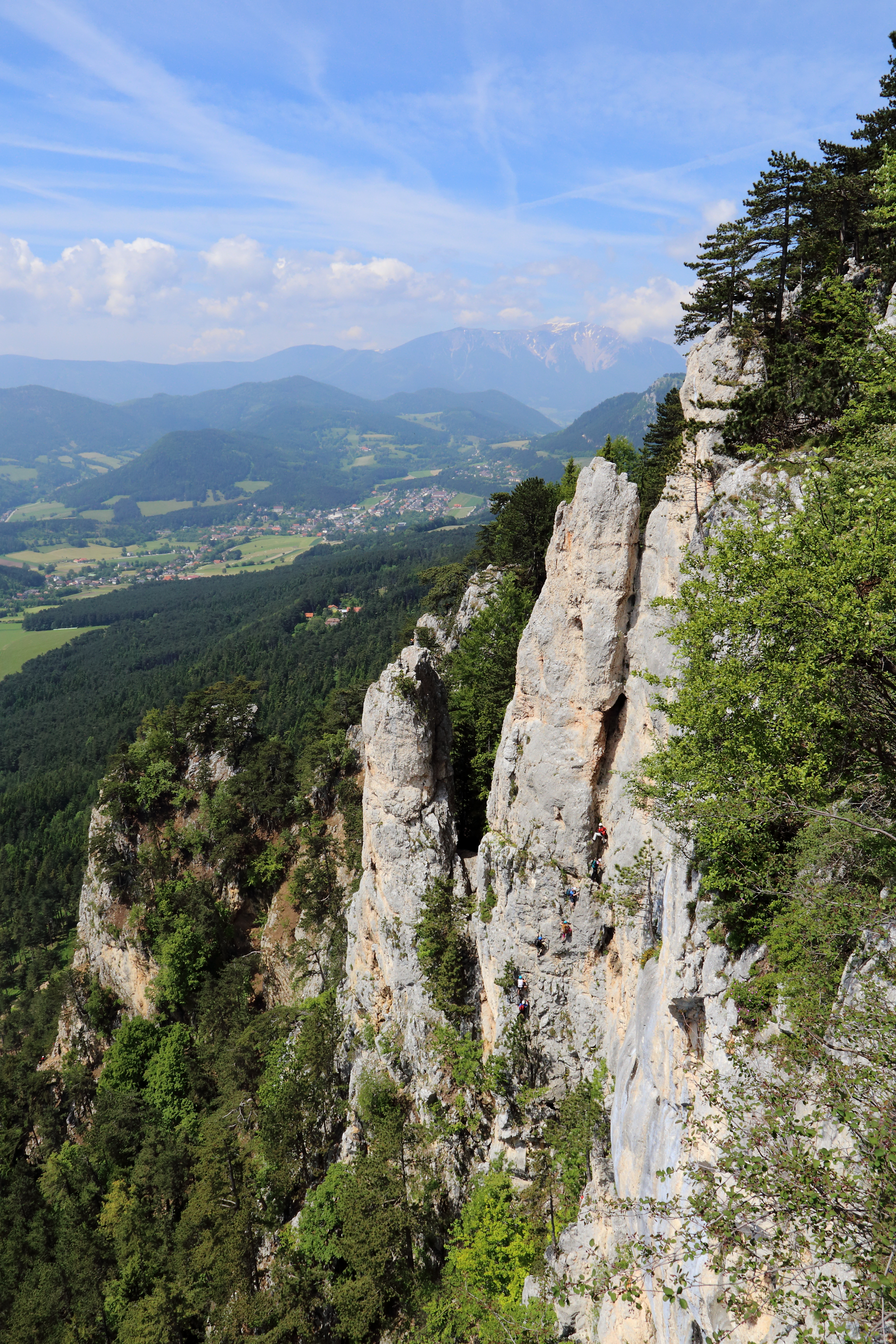
Die Hohe Wand Richtung Westen im Bereich zwischen dem Hubertushaus und der Großen Kanzel.

Die Wiener Alpen sind eine österreichische Tourismusregion im Südosten Niederösterreichs, welche unter anderem die Bucklige Welt, den Wechsel, den Semmering, die Rax, den Schneeberg, die Gutensteiner Alpen und die Hohe Wand umfasst. Mehrere Flusstäler wie das Piestingtal, Pittental und das Schwarzatal befinden sich ebenfalls in der Region.

## Geographie
Die Wiener Alpen, auch bekannt als Wiener Alpenbogen, befinden sich in den Nördlichen Kalkalpen in unmittelbarer Nähe zur österreichischen Bundeshauptstadt Wien. Der Wiener Alpenbogen erhebt sich mit der Buckligen Welt aus dem südlichsten Teil des Wiener Beckens, steigt über die Almen des Wechsel (Schwaigen genannt) hinauf zum Semmering, erreicht mit Rax und Schneeberg seine Höhepunkte und sinkt danach über die Hohe Wand bogenförmig nach Wiener Neustadt zurück.

### Bucklige Welt
Die Bucklige Welt ist eine Hügellandschaft am Alpenostrand im Südosten Niederösterreichs. Der Name leitet sich von den zahlreichen Hügeln ab, die eine Höhe zwischen 375 und 900 m ü. A. erreichen und von der einheimischen Bevölkerung Buckln genannt werden. Die Gemeinden Bad Erlach und Bad Schönau zählen zu den bekannten Orten der Region.

### Wechsel
Der Wechsel ist ein Mittelgebirge im Osten Österreichs und bildet den östlichsten Gebirgszug der Alpen. Mit 1743 m ü. A. stellt der Hochwechsel seine höchste Erhebung dar, gefolgt vom Umschußriegel (1720 m ü. A.) und Schöberlriegel (1704 m ü. A.). Wichtige Tourismusgemeinden am Fuß des Wechsels sind u. a. Kirchberg am Wechsel und Mönichkirchen.

### Semmering
Der Semmering ist ein 984 m ü. A. hoher Gebirgspass zwischen der Rax und dem Wechselgebirge. Der Semmering-Pass bildet sowohl die natürliche Grenze als auch die wichtigste Verkehrsverbindung zwischen Niederösterreich und der Steiermark. Die Gemeinde Semmering, an der Scheitelhöhe des Semmering-Passes gelegen, ist bereits seit dem 19. Jahrhundert ein beliebter Ferienort und Ausflugsziel der Wiener.

### Rax
Die Rax, auch Raxalpe genannt, ist ein Bergmassiv im Osten Österreichs an der steirisch-niederösterreichischen Grenze. Die Heukuppe bildet mit 2007 m ü. A. die höchste Erhebung des Raxalpengebiets. Der Luftkurort Reichenau an der Rax und die Marktgemeinde Payerbach zählen zu den bekannten Ferienorten am Fuß der Rax.

### Schneeberg
Der Schneeberg ist mit 2076 m ü. A. der höchste Berg Niederösterreichs sowie der östlichste und nördlichste Zweitausender der Alpen. Das Bergmassiv bildet mit der westlich gelegenen Rax eine geologische Einheit, bekannt als Rax-Schneeberg-Gruppe. Von der Tourismusgemeinde Puchberg am Schneeberg führt ein Fußweg hinauf zur Bergstation und weiter zum Gipfel.

### Gutensteiner Alpen
Die Gutensteiner Alpen bilden den nordöstlichsten Teil der Nördlichen Kalkalpen, in dem noch Höhen über 1000 m erreicht werden. Sie werden im Norden durch den Wienerwald abgegrenzt, stoßen im Osten an das Wiener Becken und grenzen im Süden an die Rax-Schneeberg-Gruppe. Höchster Gipfel ist die Reisalpe (1399 m ü. A.).

### Hohe Wand
Die Hohe Wand ist ein ausgeprägtes Karstplateau von acht Kilometer Länge und 2,5 Kilometer Breite im Süden Niederösterreichs. Mit zahlreichen Aufstiegswegen, Klettersteigen und -routen stellt die Hohe Wand ein beliebtes Ausflugsziel dar.

## Geschichte

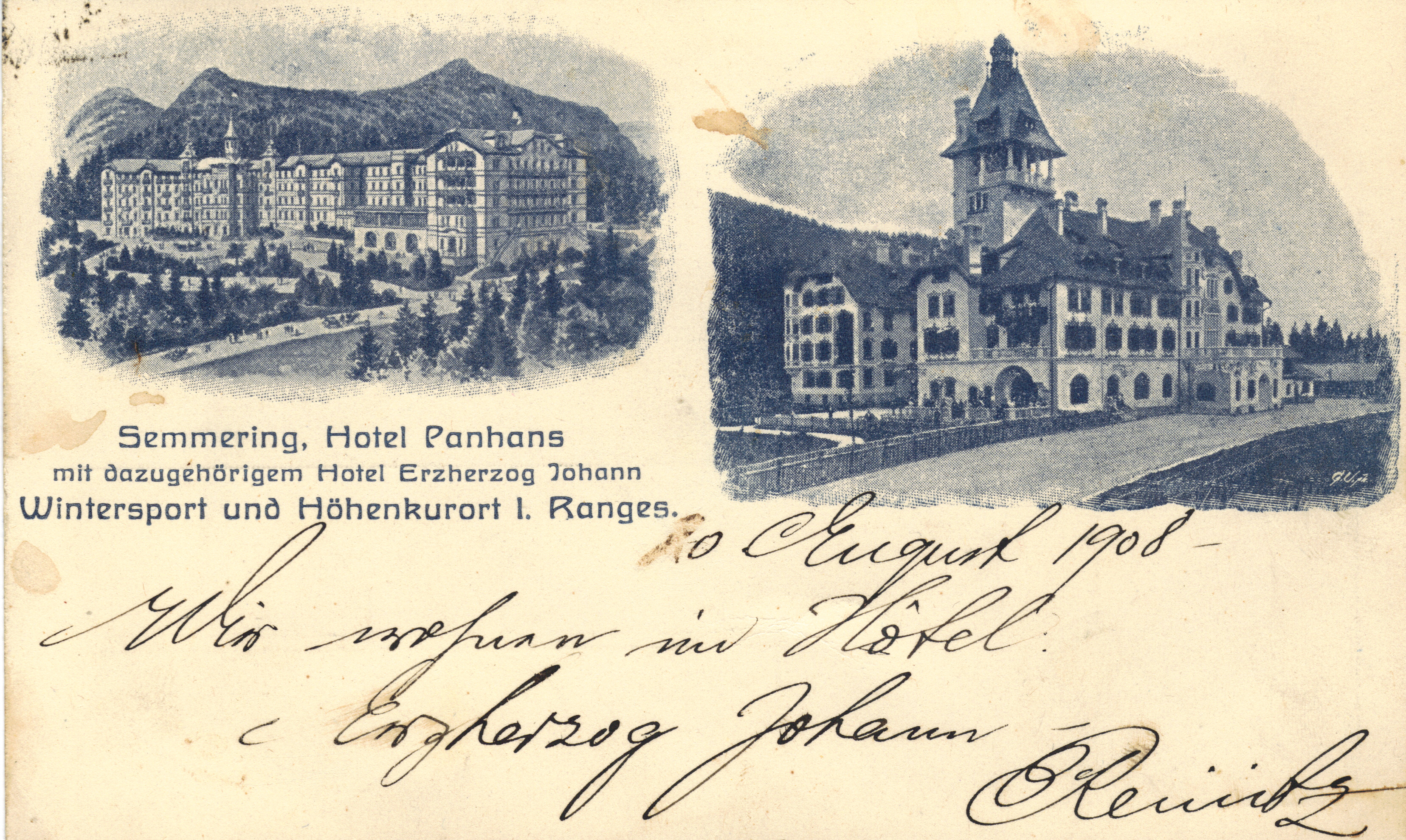
Hotel Panhans und Hotel Erzherzog Johann um 1905.

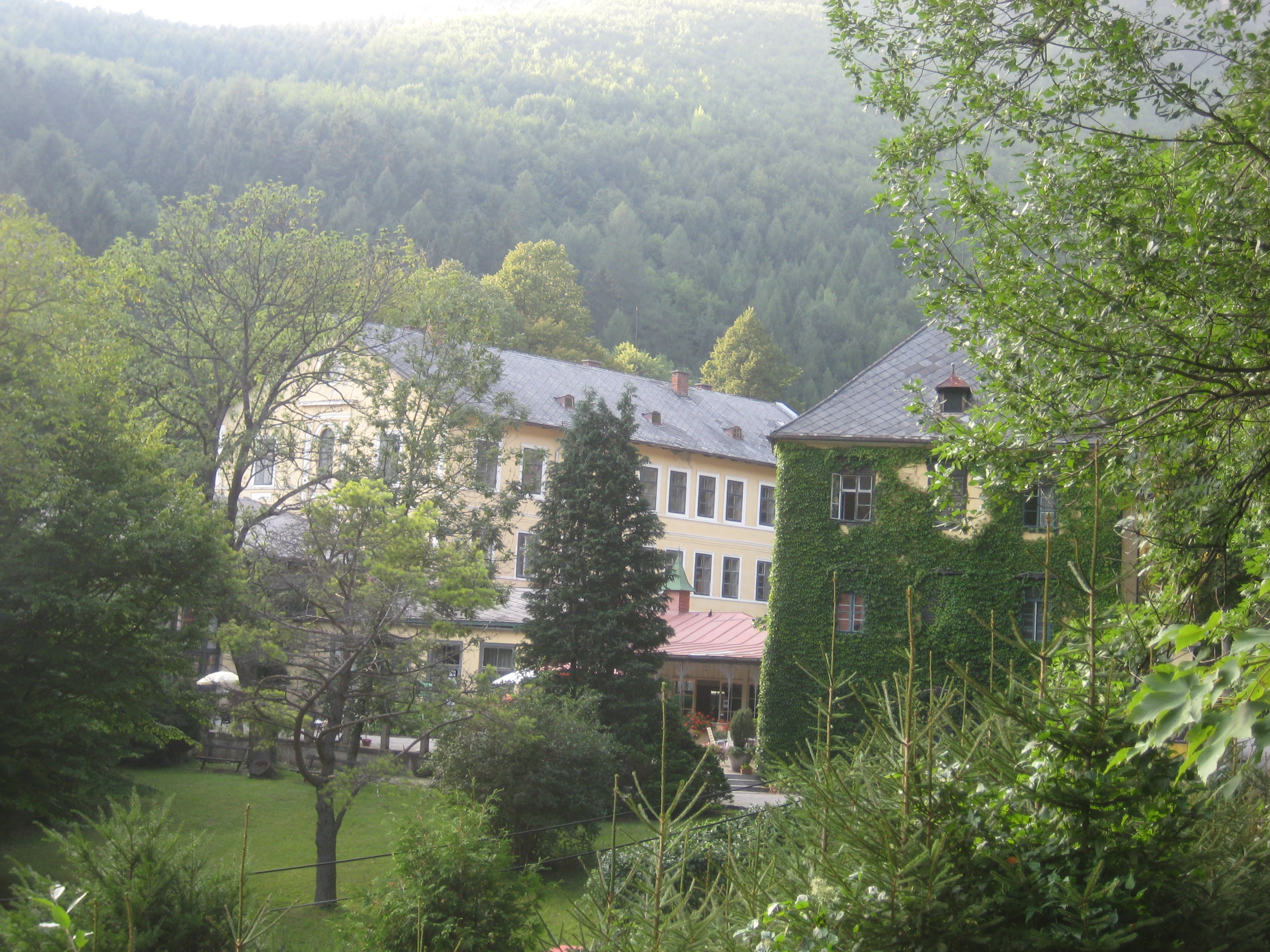
Der Thalhof in Reichenau an der Rax.

Die touristische Nutzung der Wiener Alpen begann mit der Eröffnung der Südbahn Wien-Gloggnitz im Jahr 1842 und der Semmeringbahn im Jahr 1854. Aristokraten, vermögende Bürger und Künstler entdeckten die Bergwelt am Semmering und den umliegenden Gebieten als Erholungsraum. Es entstanden Schwimmbäder, Golf- und Tennisplätze sowie Hotels und Villen, die zum großen Teil heute noch erhalten sind. Es entstanden auch prunkvolle Grand Hotels, wie 1882 das Südbahnhotel oder 1888 das Hotel Panhans für Städter, die auf der Suche nach der Sommerfrische waren.
Die Schneebergbahn nahm 1897 den Betrieb auf und befördert seitdem Gäste auf den höchsten Berg in den Wiener Alpen. In der Gemeinde Puchberg am Schneeberg setzte infolge ein struktureller Wandel von der Landwirtschaft zur Tourismusregion ein. Auch die Gemeinden am Fuße der Rax erlebten Mitte des 19. Jahrhunderts einen Ausflüglerboom. Die Entwicklung der kleinen Siedlung Reichenau an der Rax zum Kurort fand mit der Eröffnung der Raxseilbahn im Jahr 1926 ihren Abschluss.
Der Wiener Alpenbogen war bereits im 19. und frühen 20. Jahrhundert ein beliebter Zufluchtsort und Quelle der Inspiration für Künstler und Intellektuelle. Das Kurhaus Thalhof in Reichenau an der Rax wurde zum Treffpunkt des Wiener Salons, zu dessen prominentesten Vertretern Arthur Schnitzler, Peter Altenberg, Eduard von Bauernfeld und Sigmund Freud zählten. Die Raxalpe war die Bergheimat von Viktor Frankl, dem begeisterten Bergsteiger und Begründer der Logotherapie und Existenzanalyse. Am Fuße der Hohen Wand und des Schneebergs entstanden die Werke des Dichters Ferdinand Raimund und des Biedermeier-Malers Friedrich Gauermann.

## Erreichbarkeit
Aufgrund der kurzen Distanz stellen die Wiener Alpen besonders bei Wienern ein beliebtes Ziel für Tagesausflüge dar. Mit dem Auto dauert die Fahrt von Wien oder Graz über die Süd Autobahn (A2) rund eine Stunde. Die Wiener Alpen verfügen auch über eine gute öffentliche Verkehrsanbindung: Die Bucklige Welt, Wechsel, Semmering, Rax, Schneeberg und Hohe Wand sind über die Südbahn, Aspangbahn und Schneebergbahn sowie per Bus vom Südtiroler Platz in Wien erreichbar.

## Kultur
Im Gebiet der Wiener Alpen gibt es verschiedenste Museen und Galerien für Kulturinteressierte, von denen viele über spezielle Kinderprogramme verfügen.
- Das Weltkulturerbe Informationszentrum in Semmering informiert Besucher über die Semmeringeisenbahn, welche von der UNESCO im Jahr 1998 zum Weltkulturerbe erklärt wurde.

- Mobileum: Das in Schottwien am Semmering befindliche Museum zeigt anhand von 18 Dioramen die historische Entwicklung des Straßenverkehrs von der Steinzeit bis heute.[9]

- REMU: Das Dr. Karl Renner Museum befindet sich in der ehemaligen Präsidentenvilla in Gloggnitz. Neben der Geschichte von Dr. Karl Renner informiert das Museum auch u. a. über die Geschichte Österreichs im 20. Jahrhundert.[10]

- Gauermann Museum: Das in Miesenbach, dem Geburtsort von Friedrich Gauermann ansässige Museum ist dessen Leben und Schaffen gewidmet.[11]

- Gut Gasteil: Die Bildhauer Charlotte und Johannes Seidl stellen eigene Skulpturen aus, welche sowohl in den Innenräumen, als auch im 16ha großen Anwesen zu sehen sind, und organisieren viermal im Jahr im Gut Gasteil Ausstellungen zeitgenössischer Künstler.[12]

- Galerie VOKA: Die Galerie des 1965 in Puchberg am Schneeberg geborenen Künstlers befindet sich an einer Station der Schneebergbahn und ist damit die höchstgelegene Galerie Österreichs.[13]

- Atelier Buchner: Das Atelier wurde vor über 50 Jahren von dem Ehepaar Buchner gegründet und 2000 von ihrer Tochter Christine Buchner durch eine Galerie erweitert. Diese beherbergt Malereien von Christine Buchner und Fotografien ihres Sohnes. Außerdem finden regelmäßig Workshops und Malkurse statt.[14]

- Zinnfigurenmuseum: Im Museum in Katzelsdorf  werden bis zu 20 cm große Zinnfiguren dargestellt, welche Alltagsszenen sowie Sagen und Legenden nachstellen.[15]

- Waldbauernmuseum: Das Regionalmuseum erklärt die Wirtschafts- und Sozialgeschichte des Schneebergs. Es werden u. a. holzverarbeitende Handwerksberufe in einzelnen Werkstätten dargestellt.[16]

- Hubmer Gedächtnisstätte Naßwald: Das Freilichtmuseum in Schwarzau im Gebirge zeigt anhand einer nachgebauten Holzknechthütte, wie diese damals lebten.[17]

- Historienpfad Pitten: Anhand von fünf Stationen wird die 4000 Jahre alte Geschichte von Pitten, angefangen bei der Bronzezeit bis zur Gegenwart erklärt.[18]

## Kulinarik

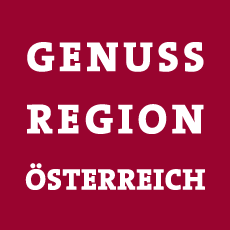
Logo der „Genuss Region Österreich“-Dachmarke

Die Wiener Alpen beherbergen drei der 113 Genuss Regionen Österreichs. Während die Bucklige Welt auf die Produktion von Apfelmost spezialisiert ist, sind es die Regionen Schneebergland Jungrind und Schneebergland Schwein auf die Fleischproduktion.
Eine weitere Spezialität der Wiener Alpen ist der Reichenauer Biskuit-Zwieback, welcher seit 1882 in der Konditorei Alber hergestellt wird und bereits an die Kaiservilla Schloss Wartholz geliefert wurde.
Ebenso traditionell ist die Panhans Torte, welche aus dünnen, einzeln gebackenen Haselnuss-Zitronen-Teigschichten besteht, die mit Marillenmarmelade und Vanillepudding-Creme bestrichen werden. Benannt ist sie nach dem Gründer des Grand Hotel Panhans, welcher die Torte 1870 während seiner Zeit als Küchenchef kreierte. Zu den Getränkespezialitäten der Wiener Alpen gehören u. a. das Brennesselbier „Nessi“ und das Bier „Himmelblau“, bei dem ein Teil des Hopfens durch Schlüsselblumen ersetzt wurde.

## Tourismus

### Bergbahnen

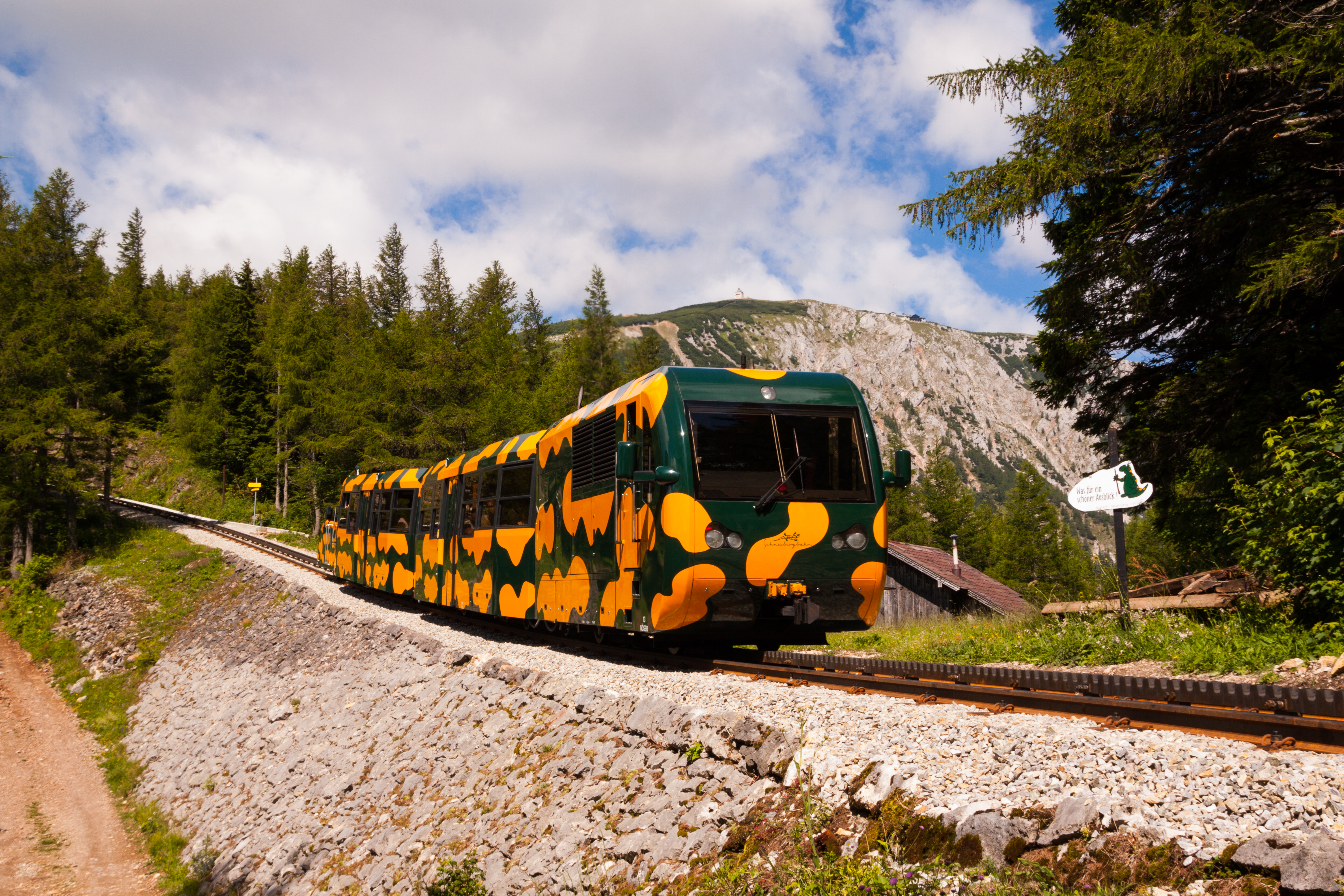
Eine Salamander-Garnitur der Schneebergbahn unterhalb der Station Baumgartner.

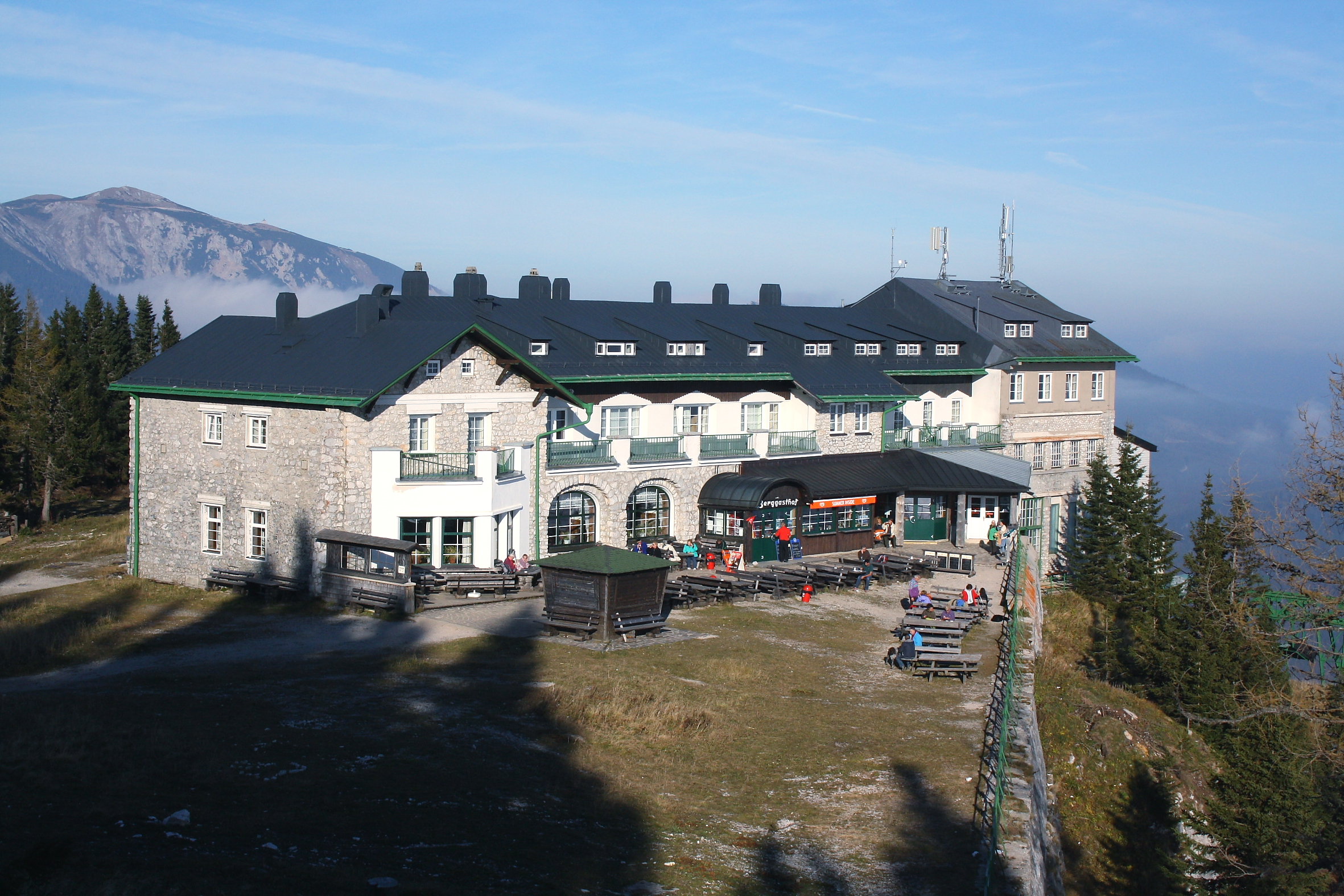
Bergstation der Raxseilbahn.

#### Schneebergbahn
Die Zahnradbahn auf den Hochschneeberg ist Österreichs höchstführende schmalspurige Zahnradbahn und stellt einen Teilabschnitt der Schneebergbahn dar. Seit 1897 befördert die Schneebergbahn Passagiere vom Bahnhof Puchberg (577 m Seehöhe) hinauf zum Bergbahnhof Hochschneeberg (1.800 m). In einer 40-minütigen Fahrt legen die „Salamander“-Triebzüge eine Strecke von 9,8 km und über 1.200 Höhenmeter zurück. Die über 100 Jahre alte Dampfnostalgie-Zahnradbahn braucht für die Bergfahrt ca. 80 Minuten. Auf dem Hochschneeberg bieten zahlreiche markierte Wanderwege und Berghütten die Gelegenheit, die umliegende Gegend zu erkunden. Die Schneebergbahn verkehrt in der Saison von Ende April bis Ende Oktober täglich ab 9 Uhr.

#### Salamander Sesselbahn
Die Salamander Sesselbahn, ein Vierer-Sessellift, wurde 2005 eröffnet und führt von der in 840 Metern Höhe gelegenen Talstation in Losenheim zur Bergstation am Schneebergmassiv auf 1.210 Meter Höhe. Von dort starten zahlreiche Wanderungen auf und um den Schneeberg. Die Sesselbahn verkehrt in der Sommer-Saison (Juli bis August) täglich von 8:30 bis 12:00 und 12:45 bis 17:30 Uhr. Im Frühling (Mai bis Juni) ist die Bahn am Wochenende, Feiertag und Fenstertage, im Herbst (September bis Anfang November) ist sie von Donnerstag bis Sonntag jeweils von 8:30 bis 12:00 und 12:45 bis 17:30 Uhr in Betrieb.

#### Raxseilbahn
Die 1926 eröffnete Rax-Seilbahn, die erste Luftseilbahn Österreichs, bringt Passagiere von der Talstation in Hirschwang an der Rax auf das 1.546 m hoch gelegene Hochplateau der Raxalpe. In einer rund zehnminütigen Fahrt überwindet die 2.160 m lange Seilbahn einen Höhenunterschied von 1.017 m. Die Raxseilbahn verkehrt täglich zur halben und vollen Stunde. Mehrere Berghütten, eine davon direkt neben der Bergstation, befinden sich auf der Raxalpe. Das Plateau ist in weiten Teilen von Latschen überzogen und eignet sich gut zum Wandern.

#### Sonnenbahn Mönichkirchen
Der Vierer-Sessellift bringt Fahrgäste hinauf auf die Mönichkirchner Schwaig, wo sich der Schaukelweg sowie eine Roller- und Mountaincartbahn befinden. Die Sonnenbahn wurde als erste niederösterreichische Bergbahn mit dem Qualitätszertifikat „Beste Österreichische Sommer-Bergbahn“ ausgezeichnet.

#### Zau[:ber:]g-Kabinenbahn
Am Semmering befördert eine Achter-Kabinenbahn Fahrgäste zur Bergstation des Hirschenkogels auf 1340 m ü. A., wo mehrere Wanderwege ihren Ausgang nehmen. Der Bikepark Semmering und die Sommerrodelbahn Superbob befinden sich nahe der Bergstation.

### Weltkulturerbe Semmeringeisenbahn

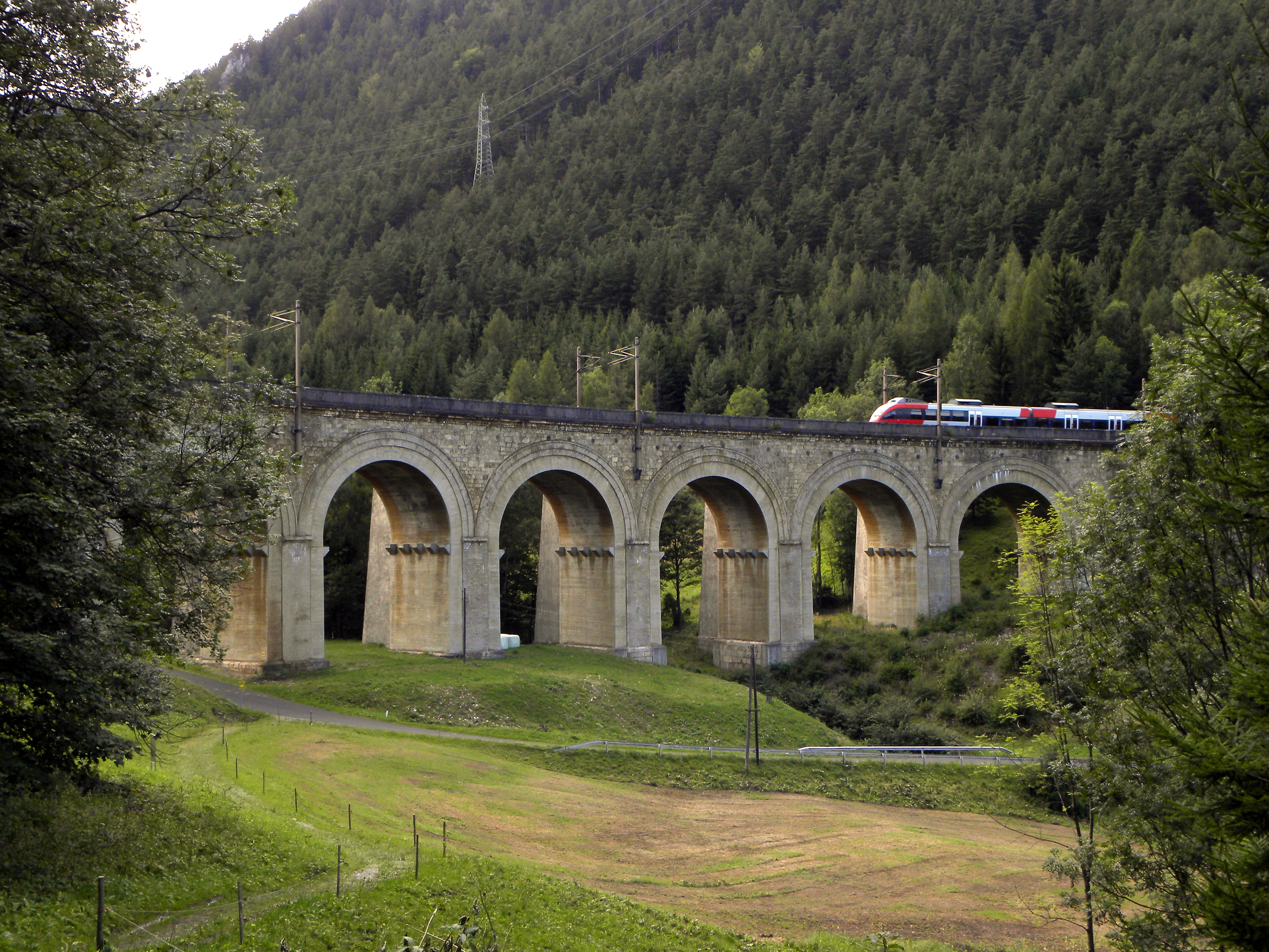
Die Semmeringbahn zwischen Gloggnitz und Mürzzuschlag.

Die Semmeringeisenbahn war die erste normalspurige Gebirgsbahn Europas und wurde 1854 eröffnet. Im Jahr 1998 wurde sie zum UNESCO-Weltkulturerbe erklärt. Auf der 41 km langen Strecke überwindet die Bahn eine Höhendifferenz von 457 m und überquert zudem 16 Viadukte, 15 Tunnels und 100 Eisenbahnbrücken. Am Bahnhof Semmering steht ein Denkmal des Bauleiters Carl von Ghega, das zugleich den Startpunkt des Bahnwanderweges darstellt. Die nahegelegene Hochstraße, eine 2,5 km lange Flaniermeile, führt an einigen der schönsten Villen des Semmerings und architektonischen Highlights wie dem Grandhotel Panhans vorbei.

### Wandern
Die Wiener Alpen bieten eine Vielzahl von Wandermöglichkeiten. Der Wanderweg am Wiener Alpenbogen ist der rote Faden durch die Region und hat eine Länge von rund 300 km. Die Gegend bietet Routen für kurze oder lange, einfache bis schwierige Wandertouren. Zudem führen die Pilgerwege Marienweg, Via Sacra und der Burgenländische Mariazellerweg 06 in den Wallfahrtsort Mariazell. Für weniger erprobte Wanderer werden auch geführte Touren angeboten. Die Wanderrouten am Semmering, am Schneeberg in der Buckligen Welt, auf der Rax, am Wechsel und der Hohen Wand eignen sich auch für Winter- und Schneeschuhwanderungen.

#### Wanderweg am Wiener Alpenbogen

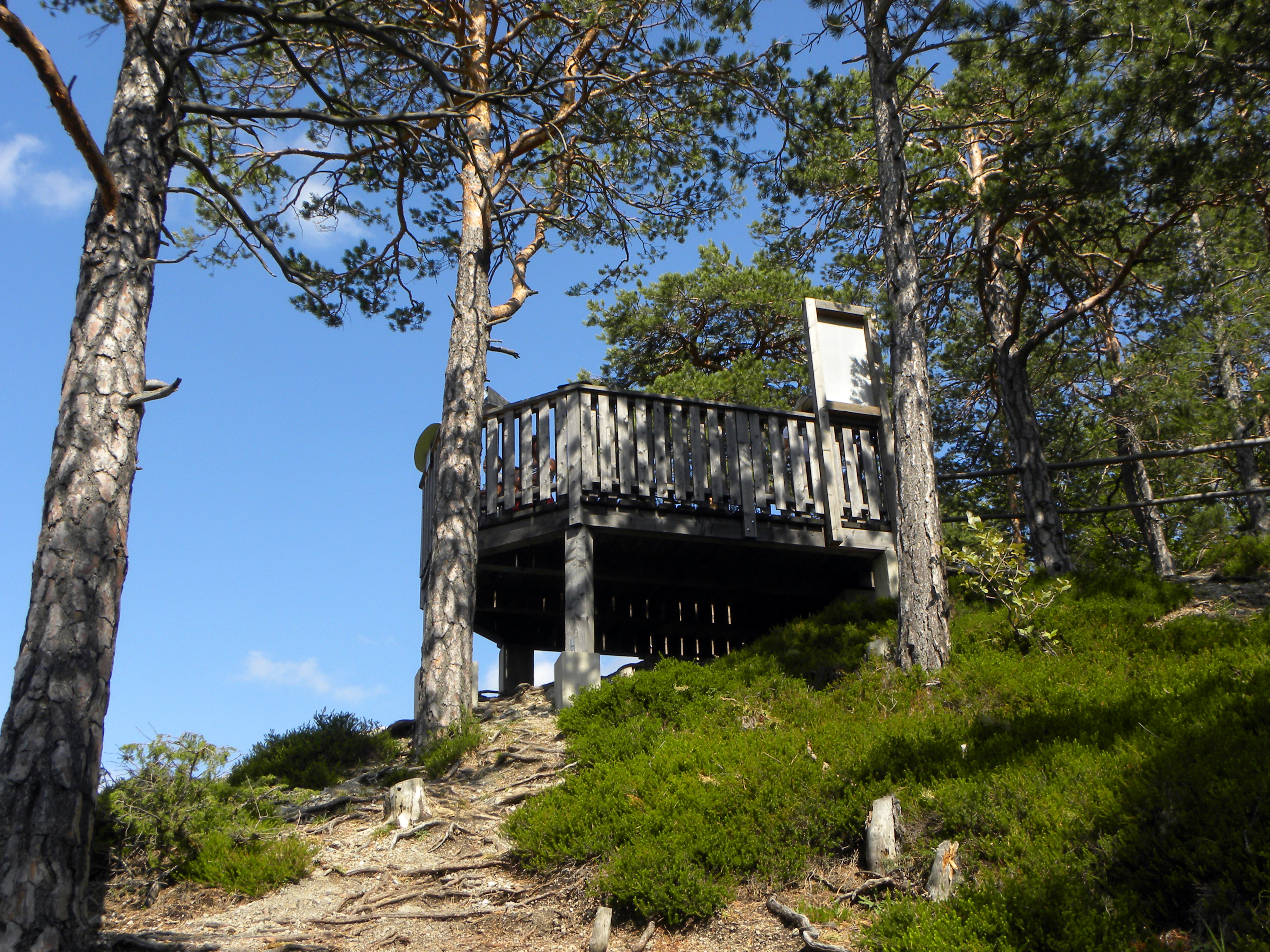
Die Aussichtsplattform des 20-Schilling-Blicks.

Durch das südliche Niederösterreich entlang des Wiener Alpenbogens führt, aufgeteilt in 19 Etappen, ein 297,4 km langer Weitwanderweg. Alle Hügel- und Berglandschaften der Wiener Alpen können mit diesem Weg etappenweise ergangen werden. Der Wanderweg startet in Katzelsdorf, der burgenländisch-niederösterreichischen Grenze, wo einen am Fuße des Rosaliengebirges schon das erste Panoramabild erwartet. Weiter geht es von Bad Erlach durch die Bucklige Welt. Der historisch bedeutungsvolle Weg vermittelt anhand zahlreicher Burgen, Ruinen und Wehrkirchen einen Eindruck von der Zeit, in der das Gebiet als Grenze zum Osten umkämpft war.
Von Kirchschlag führt die Wanderroute durch den Kurort Bad Schönau, worauf ein Anstieg ins Wechselgebiet folgt. In Hochneukirchen-Gschaidt kann man von der Aussichtswarte Hutwisch den zurückgelegten Weg noch einmal betrachten. Danach geht es weiter nach Osten zum Semmering, wo auch die von der UNESCO zum Weltkulturerbe erklärte Semmeringbahn zu besichtigen ist. Zwischen dem 19. und 21. Jahrhundert war der Semmering besonders beliebt bei Künstlern und noch heute gilt er als ein Zentrum der österreichischen Theaterwelt z. B. der Kultur.Sommer.Semmering.
Der Wanderweg führt langsam von der beschaulichen Landschaft zum hochalpinen Gelände der Rax und des Schneebergs. Über die Raxalpe, durch das Höllental gelangt man hinauf auf den Schneeberg, den höchsten Berg Niederösterreichs. Vom Schneebergmassiv gelangt man in die Gutensteiner Alpen, welche in das Piestingtal und dann nach Bad Fischau-Brunn nahe der Hohen Wand führen, wo die Wanderroute endet.
Dieser Wanderweg zeichnet sich besonders durch seine vielen Aussichtsmöglichkeiten aus. Von sogenannten Blickplätzen aus kann die Umgebung betrachtet werden und anhand von Infotafeln werden die Berge erklärt. Dem 20-Schilling-Blick kommt besondere Bedeutung zu: Er bietet denselben Ausblick, der früher auf dem 20-Schilling-Schein (1968–1989) abgebildet war.

#### Beliebte Wanderrouten

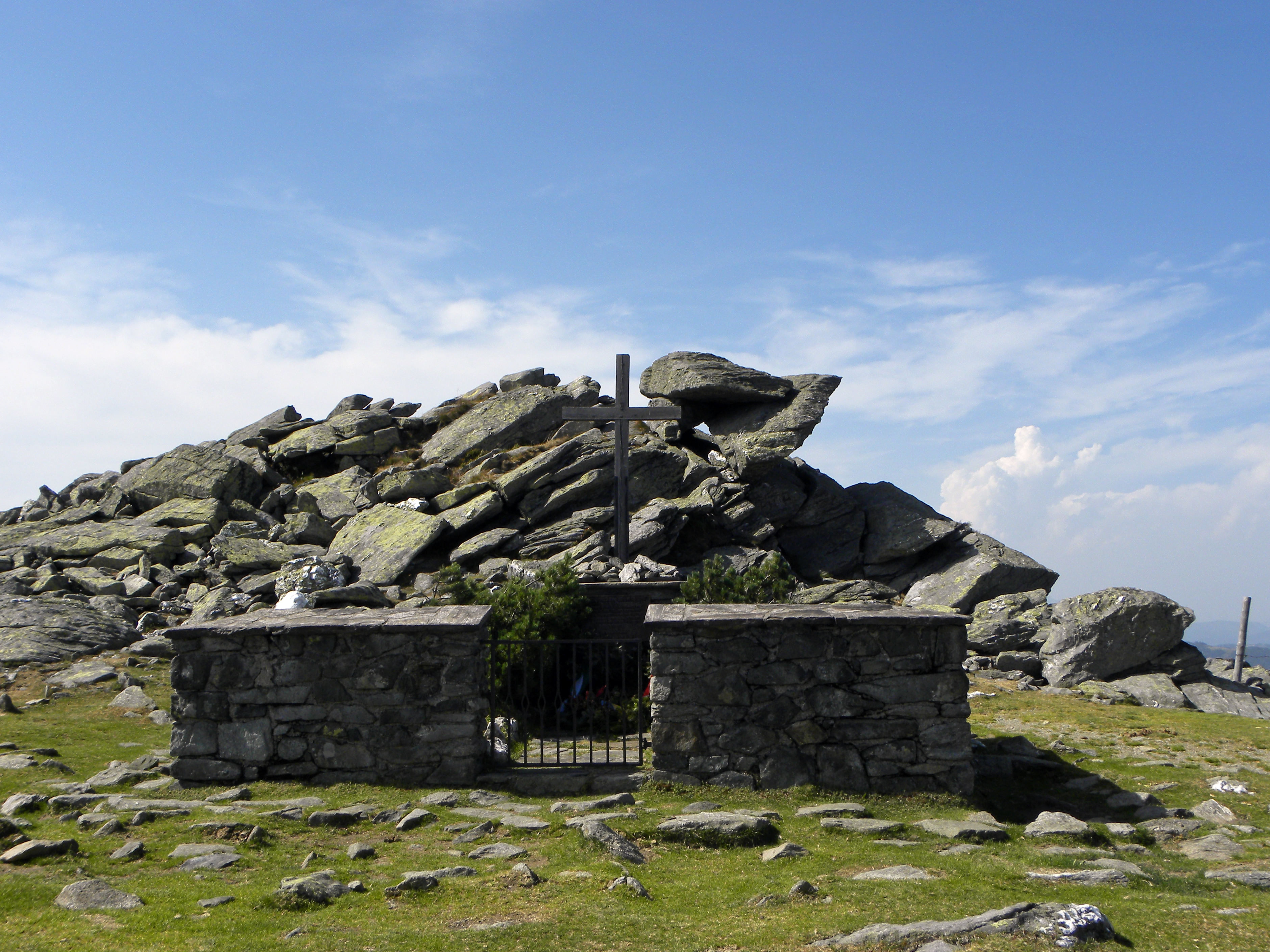
Der Gipfel des Niederwechsels.

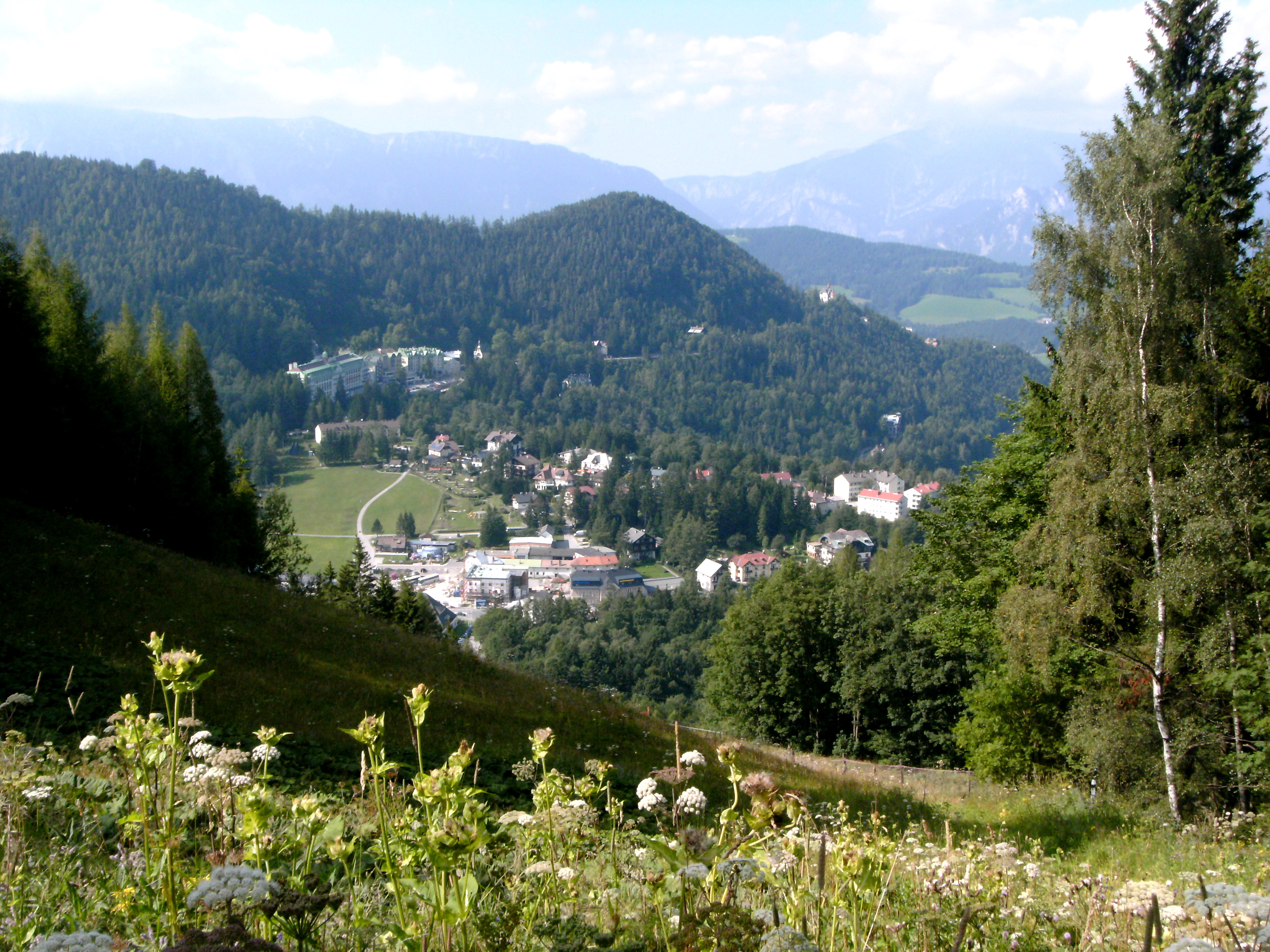
Blick auf den Semmering vom Hirschenkogel.

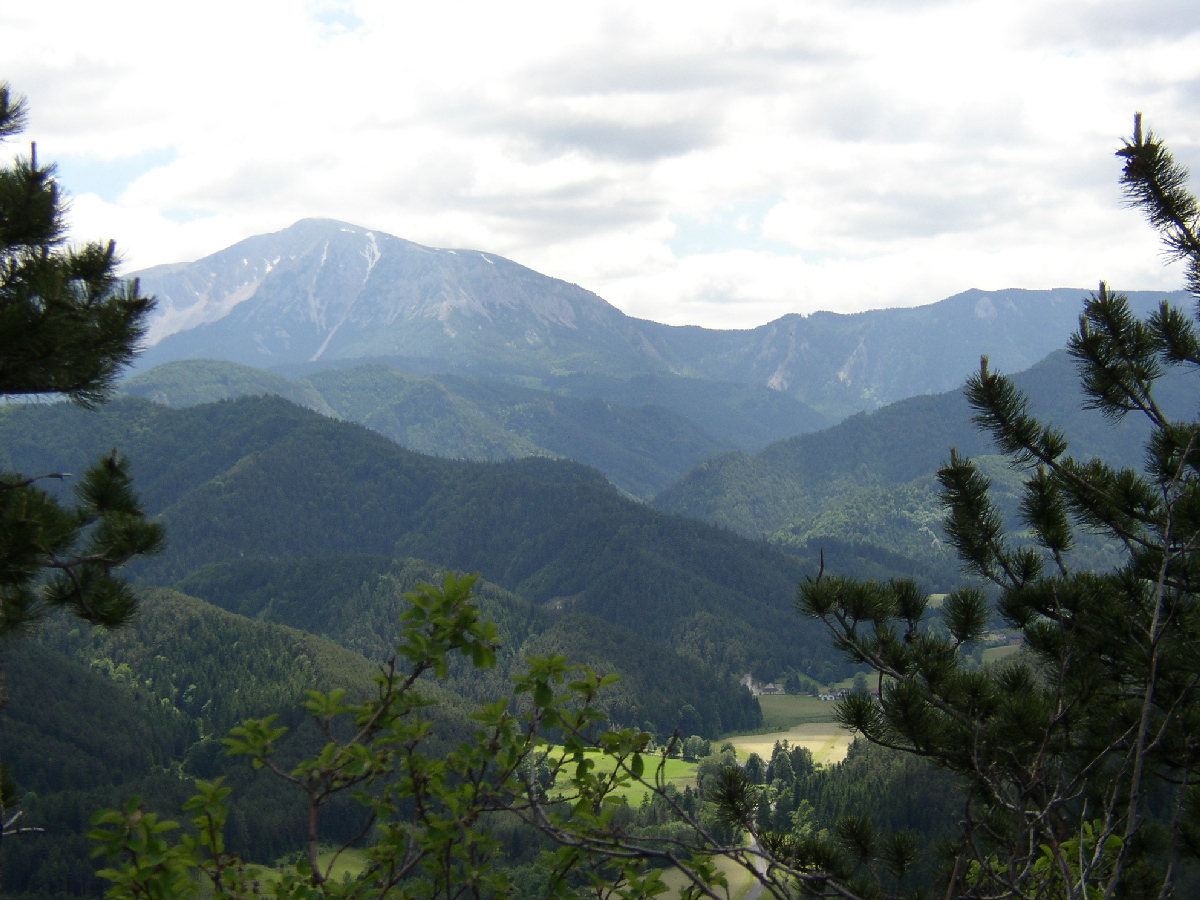
Der Ausblick auf den Schneeberg vom Norden.

Mittlerweile kann der gesamte Wiener Alpenbogen abgegangen werden. Davor gab es fünf Routen, die sich besonders für erfahrene Wanderer empfehlen:
- Bucklige Welt: Gestartet wird in Bad Schönau, wo man der Hauptstraße folgt, um die Aussichtswarte am Hutwisch zu erreichen. Auf 896 m Höhe bietet sich dem Wanderer ein schöner Ausblick auf den Schneeberg und bis zum Neusiedler See.
- Wechsel: Die 15 km lange Wanderroute beginnt in Mönichkirchen und führt über die Vorauer Schwaig auf den Niederwechsel. Über die Steinerne Stiege geht es dann wieder zurück auf die Mönichkirchner Schwaig.
- Semmering: Am Bahnhof Semmering startet dieser Wanderweg, welcher zuerst entlang des Bahnkörpers zur Bahnstation Wolfsbergkogel führt. Von der Doppelreiterwarte kann man dann den schönen Panoramablick genießen und vorbeifahrende Züge beobachten. Wenige Wegminuten nach der Doppelreiterwarte gelangt man zum 20-Schilling-Blick, wo sich einem derselbe Ausblick bietet, der früher auf dem 20-Schilling-Schein abgebildet war. Über die Fleischmannbrücke, vorbei am Eisernen Kreuz geht es nach Breitenstein, wo die Wanderroute endet. Mit der Bahn kann man wieder zum Ausgangspunkt zurückkehren.
- Rax: Der Raxwanderweg empfiehlt sich besonders für Familien, da man nur in subalpinen Höhen unterwegs ist und kaum Steigungen hat. Dieses „Hüttenhüpfen auf der Rax“, also das Wandern von Hütte zu Hütte, gilt als eine der beliebtesten Wanderrouten. Gestartet wird bei der Raxseilbahn, mit der man zur Bergstation, welche sich auf 1547 m Seehöhe befindet, fährt. Nach ca. 45 min erreicht man die erste Hütte, das Ottohaus, welches für seinen 4.000 m2 großen Alpingarten bekannt ist. Von dort geht es weiter zur Neuen Seehütte, weiter über ein Plateau oberhalb der Preiner Wand zu einem Gipfelkreuz und dann über den Jakobskogel zurück zum Ottohaus. Die ca. 11 km lange Wanderstrecke endet beim Ausgangspunkt, der Bergstation Raxseilbahn.
- Schneeberg: Die Wanderroute am Schneeberg beginnt beim Bergbahnhof der Schneebergbahn, von wo es weiter zum Damböckhaus und von dort zum Gipfelkreuz des Waxriegels geht. Von den Blickpunkten auf die höchsten Gipfel des Schneebergs und die Rax geht es wieder zurück zur Bergstation. Durch den relativ leichten Gehweg ist diese Route besonders bei Familien beliebt. Die Kinderbergwelt und die höchste Galerie Österreichs bietet zusätzliche Abwechslung.

#### Familienwege
- Wanderwege ab dem Kinderwagenalter: Der Rundwanderweg Paradies der Blicke auf dem Schneeberg (2,4 km; 1 Std.) und der Themenweg Lebenswasser in Mönichkirchen (5,4 km; 2 Std.) sind ausgebaut und auch für Eltern mit Kinderwägen geeignet.[41][42]

- Wanderwege ab dem Kleinkindalter: Mehrere Wanderwege, zwischen 2,2 km und 7,6 km lang.[43][42]

- Wanderwege ab dem Schul- und Jugendalter: Mehrere Wanderwege, zwischen 6,5 km und 11,1 km lang, darunter der „Semmering-Bahnwanderweg“ entlang der Bahnstrecke der Semmeringbahn, welche zum UNESCO-Welterbe gehört.[44][42]

### Radfahren

Die EuroVelo Route 9 führt durch die Wiener Alpen.

Die Wiener Alpen bieten eine Vielzahl an Radrouten auf meist ebener Strecke sowie anspruchsvolle Mountainbike-Routen, Veranstaltungen und einen Bikepark für Mountainbiker.

#### Radwege
Etwa 50 km des europäischen Radfernweges EuroVelo 9 (EV9) führen durch die Wiener Alpen. Der Radweg verläuft von Katzelsdorf durch die Leitha-Auen nach Lanzenkirchen und weiter nach Bad Erlach. Entlang der Hügelkette der Rosalia führt der Weg, mit Blick auf Burg Pitten und Seebenstein, nach Pitten, über Grimmenstein nach Mönichkirchen mit Blick auf den Wechsel. Darüber hinaus schließen zahlreiche weitere Radwege an den EV9 an.
Der Schwarzatal-Radweg ist 37,8 km lang, durchgehend asphaltiert und verläuft teilweise entlang der Schwarza. Er startet in Bad Erlach, der Anschlussstelle an den EuroVelo9, und führt über Neunkirchen, Gloggnitz und Payerbach bis nach Reichenau an der Rax. Ausflugsziele entlang des Radweges sind u. a. das Karl-Renner-Museum in Gloggnitz, das Schwarzatal-Viadukt und Schloss Wartholz.
Der 17,9 km lange Feistritztal-Radweg führt von Aspang-Markt (Anschlussstelle an den EuroVelo9) über Kirchberg am Wechsel bis nach Trattenbach. Die Strecke verläuft durch die hügelige Landschaft des Wechselgebiets entlang des Feistritzbaches, einem Nebenfluss der Pitten. Die Hermannshöhle, die größte Tropfsteinhöhle Niederösterreichs, liegt in unmittelbarer Nähe des Radweges.
Der Piestingtal-Radweg verläuft auf einer Strecke von 60 km Länge von Markt Piesting über Gutenstein bis nach Rohr im Gebirge. Auf dem entlang der Piesting verlaufenden Radweg wird man immer wieder an die Künstler des Biedermeiers erinnert: die Maler Leopold Kupelwieser und Friedrich Gauermann wurden in der Gegend geboren, der Dichter Ferdinand Raimund liegt in seiner Wahlheimat Gutenstein begraben, und der Komponist Johannes Brahms war häufig im Piestingtal zu Gast.
Auf der Weltkulturerbe-Radstrecke legen Radfahrer insgesamt 36 km und 769 Höhenmeter zurück. Die Route führt vom Bahnhof Gloggnitz über Landesstraßen Richtung Schottwien und Maria Schutz hinauf auf den Semmering, wobei regelmäßig Viadukte und Tunnel der Semmeringeisenbahn ins Blickfeld geraten. Anschließend geht es vom höchsten Punkt der Route (1.025 m Höhe) bergab durch die Adlitzgräben nach Breitenstein und über Schottwien wieder zurück nach Gloggnitz.
In der Buckligen Welt bieten fünf miteinander verbundene E-Bike-Routen die Möglichkeit für komfortable Radtouren. Die rund 25 km lange Panoramaroute startet in Bad Schönau und führt u. a. an der Burgruine und dem Hofhaus in Kirchschlag vorbei. Weitere Strecken starten in Grimmenstein (Weitblickroute, 17 km), Kirchschlag (Rosengartenroute, 22 km), Krumbach (Aussichtsroute, 13 km) und Lichtenegg (Windradroute, 23 km). In 14 Verleihstationen stehen E-Bikes, E-Mountainbikes und Segways zur Verfügung.
Auch am Semmering können die zahlreichen Tunnels, Viadukte und Kehren der Semmeringeisenbahn mit dem E-Bike erkundet werden. Insgesamt sind 20 E-Trekking-Bikes bei sechs Betrieben im Verleih. Ein dichtes Ladestellennetz bietet die Möglichkeit, den Akku bei Partnerbetrieben kostenlos zu laden.

#### Mountainbike-Routen
Ein weitläufiges Netz aus mehr als 70 Mountainbike-Routen erstreckt sich über die Bucklige Welt, Semmering, Rax, Schneeberg und Wechselgebiet. Zu den bekannten Strecken zählen unter anderem:
- Herz-Kreislauf-Strecke (leicht): Der Rundkurs startet in Bad Schönau und führt auf 21,6 km Länge an Aussichtspunkten wie dem Dreiländerstein in Hochneukirchen-Gschaidt und der Aussichtswarte Hutwisch vorbei.
- Steinkreis-Strecke (leicht): Die 27,9 km lange Strecke verläuft auf Wald- und Feldwegen durch die Bucklige Welt. Der Steinkreis bei Krumbach stellt eines der Highlights entlang des Weges dar.
- Kreuzbergstrecke (schwer): Vom Bahnhof Payerbach verläuft der 30,3 km lange Rundkurs durch die gebirgige Landschaft zwischen Semmering und Rax. Entlang der Strecke öffnen sich immer wieder Blicke auf die Semmeringbahn und Villen aus dem 19. Jahrhundert.
- Liechtenstein-Strecke (mittel): Die nach dem Minnesänger Ulrich von Liechtenstein benannte Strecke ist 23,1 km lang und startet am Semmering-Pass.
- Schneeberg-Strecke (schwer): Die 31,9 km lange Route mit Almpassage startet in Puchberg und besticht durch die landschaftlichen Eindrücke entlang der Nordostabbrüche des Schneebergs.

#### Bikepark Semmering

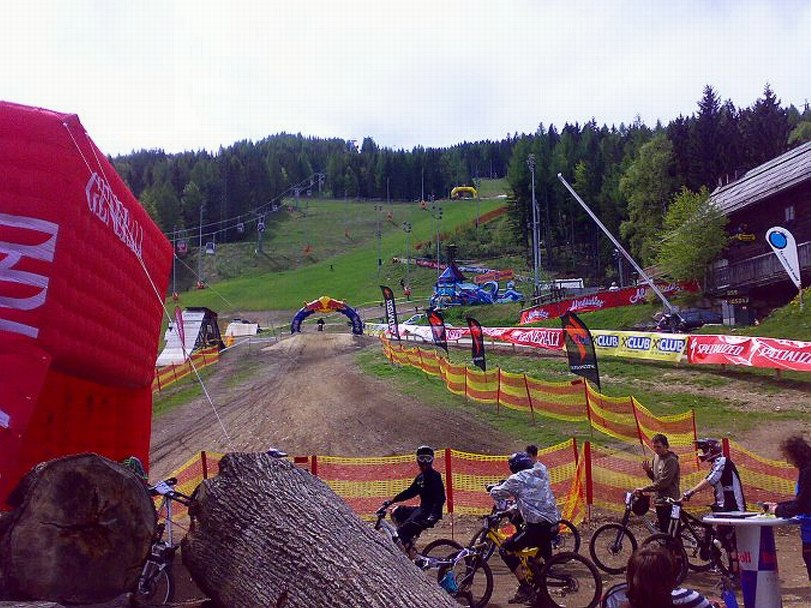
Bikepark Zau[:ber:]g Semmering

Der Bikepark Zau[:ber:]g Semmering bietet auf 12 km Länge zahlreiche Abfahrtsstrecken für Einsteiger bis hin zum Profi-Mountainbiker. Die Höhendifferenz aller Strecken beträgt 350 m. Monsterroller, spezialisierte Downhill- und Freeridebikes sowie die zugehörige Schutzausrüstung werden zum Verleih angeboten.
Die leicht bewältigbare Monsterroller Line und Family Line sind für Einsteiger und Familien gedacht. Die Freeride Area bietet technisch anspruchsvolle Passagen, Jumps und Singletrails für fortgeschrittene Biker. Auf Freerider warten im Slopestyle Park unterschiedliche Jumps, Drops, Wallrides und andere Elemente. Die Downhill Line, eine reine Naturstrecke, war 2011 Austragungsort der Österreichischen Meisterschaften. Im Northshore Park können wiederum verschieden große Holzelemente befahren werden.

#### Bike-Events
Die Wiener Alpen sind Schauplatz für jährlich stattfindende Mountainbike-Veranstaltungen:
- Kreuzberger Bike Testtage: Ende April/Anfang Mai, Looshaus in Payerbach
- Bikepark BBQ and Season Opening: Mai, Bikepark Semmering
- 24-Stunden Downhill race the night: August, Bikepark Semmering
- Bike the Bugles: August, Krumbach

### Klettersteige und -gärten

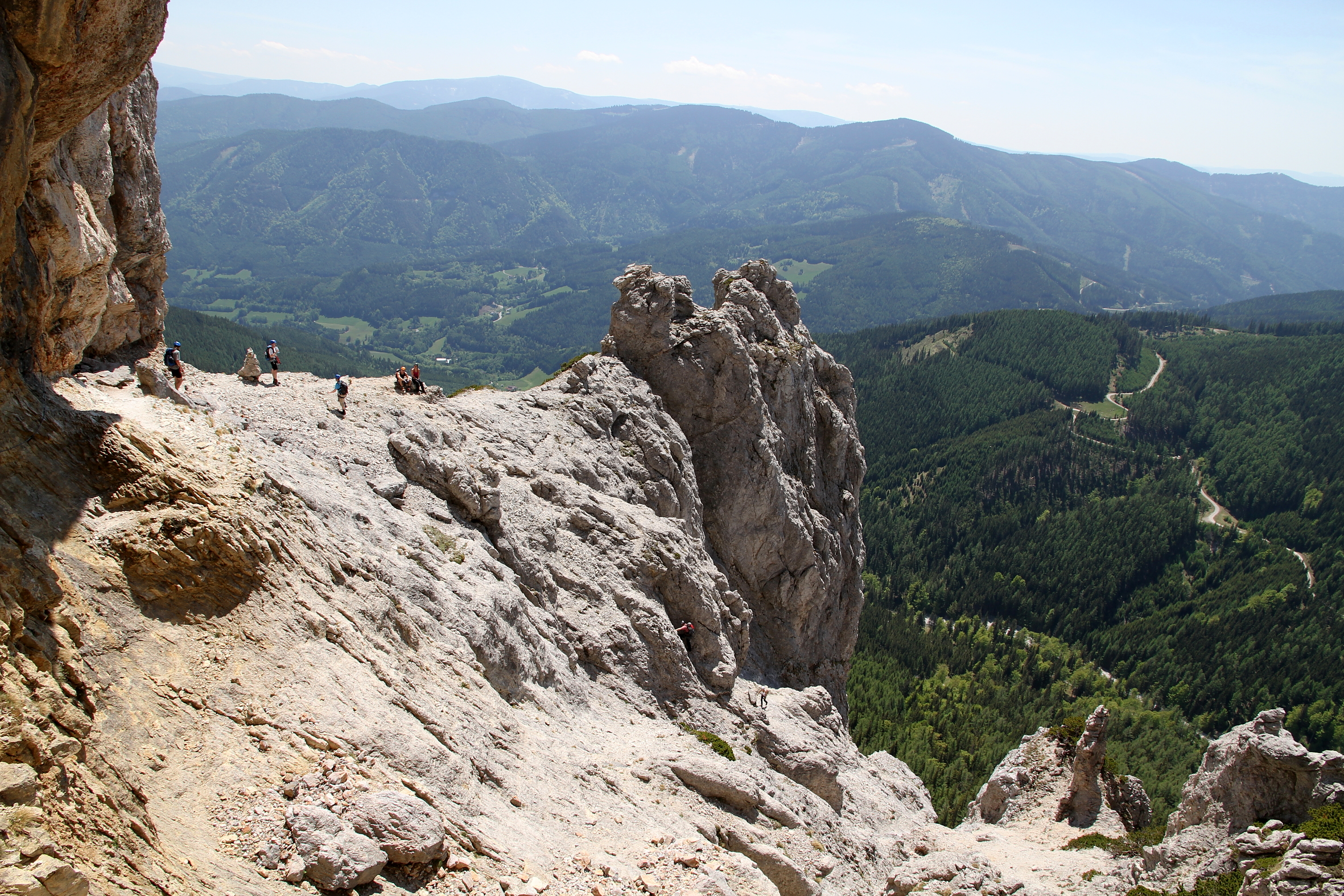
Der Haidsteig auf der Rax.

Die Region Wiener Alpen verfügt über eine Vielzahl an Klettersteigen und Klettergärten, die sich sowohl für Erwachsene als auch, durch die verschiedenen Schwierigkeitsstufen, für Kinder jeden Alters eignen.
Der größte Kletterpark der Wiener Alpen ist der Hamari-Kletterpark in Mönichkirchen. Er verfügt über 10 Parcours mit 70 Stationen unterschiedlicher Schwierigkeitsgrade. Die Highlights des Parks sind die zwei Flying-Fox-Parcours mit einer Länge von über 400 m sowie eine 600 m lange Kletterstrecke.
Ein weiterer Hochseilgarten befindet sich in Puchberg, welcher drei Programme in unterschiedlichen Schwierigkeitsstufen anbietet: Mit einer Dauer von 2 bis 3 Stunden ist „pur“ das einfachste Programm, gefolgt von „adrenalin“ mit einer durchschnittlichen Dauer von 4 bis 5 Stunden und „powerday“ mit einer Durchschnittsdauer von 6 bis 8 Stunden.
Der Haidsteig auf der Rax zählt zu den beliebtesten Klettersteigen der Wiener Alpen. Der höchste Punkt befindet sich mit 1.740 Metern Höhe, nur einige Höhenmeter unter dem Gipfel der Preiner Wand. Weitere bekannte Klettersteige auf der Rax sind der Rudolfssteig, der Reißthalersteig, der Gaislochsteig, der Gustav Jahn Steig und der Alpenvereinssteig. Auf der Hohen Wand befinden sich der Währingersteig, der Frauenluckensteig und der Hanselsteig.
Neben den zahlreichen Outdoor-Klettersteigen gibt es Kletterhallen, darunter das Klettercenter NÖ-Süd, die Boulderhalle Area 51 in Neunkirchen sowie der Klettergarten im Hotel Schneeberghof in Puchberg.

### Paragleiten
Das ganze Jahr über kann man von der Hohen Wand aus paragleiten. Von der Aussichtsplattform „Skywalk“ aus lassen sich die Paragleiter gut beobachten. Weitere Fluggebiete sind die Rax, der Schneeberg und der Semmering, welcher besonders im Winter beliebt ist, da das Gebiet rund um den Berg oftmals auf Grund seiner Lage vom Nebel verschont bleibt.

### Golfplätze
Am Semmering befindet sich der älteste Golfplatz Österreichs. Der Platz verfügt über neun Löcher und über Putting- und Chipping-Grün sowie eine Driving Range abseits der Bahnen zum Trainieren.
Der Golfplatz Föhrenwald liegt in der Buckligen Welt und verfügt über 18 Löcher, die überdachte Driving Range, eine 3-Loch-Übungsanlage und ein 3-Loch-Kurzplat. Der Golfplatz wird auch für internationale Profigolf-Turniere genutzt. Ebenfalls in der Region, auf 750 m Seehöhe, befindet sich der Golfplatz Zöbern.

### Thermen
Die Linsberg Asia Therme in Bad Erlach verfügt über ein 15.000 m² großes Thermalbad mit inkludiertem Spa-Bereich, bestehend aus neun Saunen und acht Schwimmbecken. Während das Bad den Hauptteil der Anlage bildet, gibt es daneben ein Hotel mit 116 Doppelzimmer und neun Suiten, sowie einem eigenen Wellness-Bereich. Die Einrichtung, Spa-Behandlungen und das kulinarische Angebot im hauseigenen Zwei-Hauben-Restaurant sind von der asiatischen Kultur inspiriert. Auch Veranstaltungen wie die Lotusblüten Tage stehen im Zeichen der asiatischen Kultur.

### Wintersport

#### Schigebiete

Skigebiet am Semmering

In den Wiener Alpen befinden sich zahlreiche Winter-Schigebiete, die sich sowohl an Einsteiger und Familien als auch erfahrene Schifahrer und Snowboarder richten:
- Zau[:ber:]g Semmering: Das Schigebiet am Semmering-Pass bietet 14 Pistenkilometer, sechs beleuchtete Nachtpisten, 3 km Erlebnis-Rodelbahn, Split-Park für Freeskier und Snowboarder sowie ein eigenes Kinderareal.[61]
- Schischaukel Mönichkirchen-Mariensee: Das Familienschigebiet bei Mönichkirchen und Aspangberg-St. Peter verfügt über 13,5 Pistenkilometer, drei Vierer-Sesselbahnen, einen Teller-Schlepplift, einen Kinderland-Seillift und einen Übungsseillift.[62]
- Salamander Skigebiet Puchberg: Das Schigebiet in Puchberg am Schneeberg bietet 7,5 Pistenkilometer, eine Vierer-Sesselbahn, einen Schlepplift sowie das Salamander Kinderland mit Kinderlift, Teppichlift und einem Slalom mit Märchenfiguren und Verkehrszeichen.[63]
- Weitere Schigebiete der Region sind die Schilifte Feistritzsattel, die Furtnerlifte Rohr im Gebirge, das Naturschneeparadies Unterberg und der Lift am Arabichl in Kirchberg am Wechsel.

#### Langlauf-Loipen
Ein Loipennetz von über 100 km erstreckt sich über den Wiener Alpenbogen. Mit 70 km Länge stellt die Wechsel-Semmering-Panoramaloipe die abwechslungsreichste Strecke dar. Sie verläuft durchgehend in über 1.000 m Höhe und teilt sich in kleinere Rundloipen-Abschnitte auf. Einstiegstellen befinden sich u. a. auf der Steyersberger Schwaig, am Feistritzsattel, beim Gasthaus Kummerbauerstadl und in Greis am Semmering. Die Loipe ist auch mit dem Skigebiet Mönichkirchen-Mariensee und den Liften am Arabichl und am Feistritzsattel vernetzt. Weitere Loipen in der Region sind die Langlaufloipe im Naturpark Hohe Wand, die Mühlenloipe Hochneukirchen, die Liechtenstein Panoramaloipe und Johannesloipe am Semmering sowie die Langlaufloipen am Schneeberg und in Zöbern.

#### Schneeschuhwandern
Auf der Raxalpe können markierte Routen unterschiedlichen Schwierigkeitsgrades mit Schneeschuhen begangen werden. Die einzelnen Touren dauern etwa eine bis sechs Stunden und starten bei der Bergstation der Raxseilbahn, wo es einen Schneeschuh-Verleih gibt. Auch geführte Halb- und Ganztagestouren werden angeboten.

#### Rodelbahnen
- Zau[:ber:]g Erlebnis-Rodelbahn: Die Rodelbahn befindet sich am Semmering und beginnt beim Ausstieg der Kabinenbahn. Sie hat eine Länge von 3 km und verfügt über einen eigenen Rodelverleih. Die Strecke ist mit Lichteffekten ausgestattet und führt wieder zurück zur Talstation.[69][70]

- Panhans Rodelwiese: Die Panhans Rodelwiese befindet sich direkt auf der Passhöhe neben dem Kinderlift am Semmering. Die Strecke hat eine Länge von 200 m und ist am Abend beleuchtet. Sie verfügt über einen eigenen Rodelverleih und ist aufgrund ihrer Lage für Kinder geeignet.[71][72]

#### Pferdeschlittenfahrten
In der Wiener Alpen Region gibt es zwei Anbieter für Pferdeschlittenfahrten: Josef Stranz am Semmering und Gottfried Stickler in Puchberg.

### Veranstaltungen
- Zweiersdorfer Schnapsbrennermeile: Einmal pro Jahr findet in der Dorfgemeinschaft Höflein an der Hohen Wand die traditionelle Schnapsbrennermeile in Zweiersdorf statt, wo Schnapsbrenner ihr Handwerk vorführen. Neben der Verkostung der Schnäpse bieten die Veranstalter auch deftige Jausen und hausgemachte Mehlspeisen an.[74][75]

- Schnidahahn in der Buckligen Welt: Der Begriff Schnidahahn beruht auf einem alten Brauch, bei dem die Schnittern nach Ende der Ernte zusammenkommen, um ausgiebig zu feiern. Seit 2003 findet die Veranstaltung in der Buckligen Welt wieder jährlich statt.[76]

- Literaturwettbewerb Wartholz: Der Literaturwettbewerb in der  Schlossgärtnerei in Wartholz bei Reichenau an der Rax findet einmal pro Jahr statt, und dient der Förderung deutschsprachiger Autorinnen und Autoren.[77]

- Wanderopening in den Bergen: Zu den wichtigsten Wanderveranstaltungen der Wiener Alpen zählen u. a. das Wander- und Bergsteigeropening in Reichenau an der Rax, die Saisoneröffnung am Bahnwanderweg am Semmering, der Almkirtag auf der Mamauwiese, sowie das Bergfest beim Öhlerschutzhaus und der Schneeberg-Sommer-Wander-Auftakt in Puchberg am Schneeberg[78].

- Schwaigen-Reigen am Wechsel: Das Schwaigen-Reigen findet seit 2007 jährlich am ersten Samstag nach dem Almauftrieb am Wechsel statt und ist ein Festival der Volkskultur (Gesang, Musik, Tanz), die auf den dort ansässigen Almhütten zum Besten gegeben wird.[79]

- Kultursommer Semmering Festspielzeit: Das Literatur- und Theaterprogramm findet auch während der Sommermonate statt, so gibt es neben vielen kleineren Veranstaltungen mehrere große Festivals wie z. B. die Festspiele Reichenau, Fabelhaft! [80] oder die Karl-May-Festspiele Winzendorf.[81]

- Weltkulturerbefest: Das Weltkulturerbe-Fest ehrt die von der UNESCO ausgezeichnete Semmeringeisenbahn und findet einmal pro Jahr ausgehend vom Bahnhof Payerbach statt. Am Programm stehen Fahrten in historischen Sonderzügen, eine Multimediaschau zum Bau der Semmeringbahn und Weinverkostungen.[82]

## Wiener Alpen in Niederösterreich Tourismus GmbH
Die Wiener Alpen in Niederösterreich Tourismus GmbH ist eine Tourismusorganisation, die im Jahr 2006 gegründet wurde. Sie ist eine von insgesamt sechs Urlaubs- und Ausflugsdestinationen in Niederösterreich. Als touristisches Kompetenzzentrum der Region führt die GmbH Marketingmaßnahmen für die Wiener Alpen durch, kurbelt touristische Entwicklung und Qualifizierung an, und betreibt im Rahmen der Reisebüro-Tätigkeit eine Incoming-Agentur.